# Runanga
Runanga est un cratère d'impact de 40 km situé sur Mars dans le quadrangle d'Iapygia par 26,4° S et 75,9° E, en bordure septentrionale d'Hellas Planitia près du cratère Terby.